# 格里什峰
格里什峰（英語：Gerrish Peaks）是南極洲的山峰，位於瑪麗伯德地，處於漢特海崖東南面7公里的熊號半島西部，在1947年1月由美國海軍拍攝空中照片，現時由南極條約體系管理。